# アリオラ・レコード
アリオラ・レコード（Ariola Records、現在の名称はAriola、他に、Ariola Express、Ariola-Eurodisc、BMG Ariolaとして知られる）は、ベルテルスマンが設立したレコード・レーベルで、現在はソニー・ミュージックエンタテインメント傘下レーベルのひとつ。ベルテルスマンが音楽事業に乗り出して初めて立ち上げたレコード会社である。
1958年にドイツにてレコード会社 Ariola Records 設立。その後 Ariola Benelux（1970年、ベネルクス）、Ariola Eurodisc（1970年、スペイン）、Ariola America（1975年、アメリカロサンゼルス）などを設立。他にもフランスのディスコ市場向けにJupiter Recordsなども設立された。
1979年にアリスタ・レコード、ドイツ国内のライバルレーベルであるHansa Records、1986年にRCAレコードなど、レコード会社を買収しながら成長。1987年にベルテルスマン・ミュージック・グループ（BMG）として統合、さらに2004年にはソニー・ミュージックエンタテインメントと合併し、ソニーBMG・ミュージックエンタテインメント（2008年にソニー・ミュージックエンタテインメントと改称）となった。

## 参照
- レコード会社一覧
- BMG
- ソニー・ミュージックエンタテインメント
  - アリオラジャパン（旧・BMG JAPAN、現・ソニー・ミュージックレーベルズ）